# Дримкол
Дримкол (мкд. Дримкол) је етно-географски предео у западном делу Северне Македоније, на граници са Албанијом. Име је турског порекла и настало је од имена реке Дрим и турског назива за мању област-кол, односно жупу.

## Географско простирање
На запад се област простире до Црног Дрима на исток до планине Јабланице, на југ до Охридског језера а на север до Дебарске жупе. Дели се на Дебарски Дримкол на северу, мали планински крај и Струшки Дримкол на југу, који је већи од првог и улази у струшку долину.

## Насељена места
У Дримколу се налази 23 села: 16 у Струшком и 7 у Дебарском Дримколу.
У Струшки Дримкол улазе села: Бороец, Вевчани, Велешта, Враниште, Вишни, Горна Белица, Долна Белица, Добовјани, Заграчани, Калишта, Лабуништа, Октиси, Подгорци, Радолишта, Шум и Јабланица.
У Дебарски Дримкол улазе села: Безово, Дренок, Лакаица, Луково, Модрич, Нерези и Пискупштина.
У селима живе Македонци, Албанци, Торбеши, Цинцари и у мањој мери Срби.

## Значај за историју Срба
Дримкол је Србији дао значајне личности у просвети, култури, војној историји и спорту. Из дримколских села за српску историју значајни су: Цинцар Марко Костић и Цинцар Јанко Поповић односно породице Цинцар-Марковић и Цинцар-Јанковић из Долне Белице, породица Крстић из Подгорца Серафим Крстић, Стојан Крстић, из села Лабуништа Ђорђе Дримколски српски четнички војвода и писац Анђелко Крстић и из села Бороеца Коста Шуменковић српски добротвор и ратник и Матеја Шуменковић српски протојереј и народни првак.